# رتبه‌بندی دانشگاهی کیواس
رتبه‌بندی دانشگاهی کیواس به اختصار QS، جزو معتبرترین نظام‌های رتبه‌بندی دانشگاهی است که هر سال توسط شرکت کاکارلی سیموندز (به انگلیسی: Quacquarelli Symonds) در بریتانیا منتشر می‌شود. این رتبه‌بندی بین سالهای ۲۰۰۹-۲۰۰۴ به صورت مشترک با رتبه‌بندی تایمز منتشر شده‌است و پس از آن هریک اقدام به انتشار رتبه‌بندی مستقل نموده‌اند. برخلاف رتبه‌بندی تایمز که اقدام به استفاده از روش جدیدی برای رتبه‌بندی کرده‌است، کیواس همچنان از همان روش قدیمی مشترک خود با تایمز استفاده می‌کند. کیواس با همکاری با پایگاه الزویر، توانسته‌است به یک سیستم رتبه‌بندی کلی جهانی برای دانشگاه‌ها و موضوعی برای رشته‌های مختلف تحصیلی دست پیدا کند.

## انتقادات
ابهامات زیادی درمورد کامل‌بودن داده‌ها و صحت سیستم رتبه‌بندی کیواس وجود دارد. برخلاف دیگر سیستم‌های معروف رتبه‌بندی مانند تایمز، یواس نیوز و یا رتبه‌بندی شانگهای، رتبه‌بندی کیواس، دانشگاه‌های آمریکایی را در رتبه‌های پایین‌تر و دانشگاه‌های بریتانیایی و استرالیایی را در رتبه‌های بالاتری قرار می‌دهد.
دیوید بلنچ فلاور، محقق و اقتصاددان بریتانیایی این سیستم رتبه بندی را کاملا بی معنی خوانده است. او در این زمینه گفته است: "رتبه بندی کیواس کاملاً اشتباه است و هیچ کس نباید اعتبار خود را در این زمینه بگذارد. نتایج براساس یک روش کاملاً ناقص است که میزان تحقیقات دانشگاه ها در این رتبه بندی اهمیت زیادی ندارند. کیواس یک شاخص ناقص است و نباید به نتایج آن اعتماد کرد." 
برایان لایتر، فیلسوف و حقوق‌دان آمریکایی نیز رتبه بندی موضوعی کیواس را مورد انتقاد داده است و به گفته او: "بسیاری از برنامه ها و رشته های تحصیلی معروف دانشگاه ها که در دیگر سیستم های رتبه بندی از جایگاه بالایی برخوردار هستند در این سیستم دارای رتبه های ضعیفی هستند و دلیل مشخصی برای این مساله وجود ندارد." 
فیلیپ آلبچ، استاد و محقق بوستون کالج، در یک مقاله با عنوان جهانی سازی رتبه های کالج ها و دانشگاه ها اعلام کرد: "رتبه بندی کیواس پر ایراد ترین سیستم رتبه بندی است. این سیستم مقدار زیادی به شهرت دانشگاه ها توجه می کند و دانشگاه ها در طول سال های متوالی دچار تغییر رتبه های زیادی می شوند که این قابل قبول نیست." 

## نتایج
رتبه‌بندی دانشگاه‌های جهانی کیواس در سال ۲۰۱۹ که در تاریخ ۶ ژوئن سال ۲۰۱۸ منتشر شد، پانزدهمین نسخه از رتبه‌بندی کلی بود. کیواس، مؤسسه فناوری ماساچوست را به عنوان برترین دانشگاه جهان برای هفتمین سال متوالی معرفی کرد:
| موسسه، نهاد                    | ۲۰۱۲/۱۳ | ۲۰۱۳/۱۴ | ۲۰۱۴/۱۵ | ۲۰۱۵/۱۶ | ۲۰۱۶/۱۷ | ۲۰۱۸ | ۲۰۱۹ | ۲۰۲۰ |
| ------------------------------ | ------- | ------- | ------- | ------- | ------- | ---- | ---- | ---- |
| مؤسسه فناوری ماساچوست          | ۱       | ۱       | ۱       | ۱       | ۱       | ۱    | ۱    | ۱    |
| دانشگاه استنفورد               | ۱۵      | ۷       | ۷       | ۳       | ۲       | ۲    | ۲    | ۲    |
| دانشگاه هاروارد                | ۳       | ۲       | ۴       | ۲       | ۳       | ۳    | ۳    | ۳    |
| دانشگاه آکسفورد                | ۵       | ۶       | ۵       | ۶       | ۶       | ۶    | ۵    | ۴    |
| مؤسسه فناوری کالیفرنیا         | ۱۰      | ۱۰      | ۸       | ۵       | ۵       | ۴    | ۴    | ۵    |
| مؤسسه فناوری فدرال زوریخ       | ۱۳      | ۱۲      | ۱۲      | ۹       | ۸       | ۱۰   | ۷    | ۶    |
| دانشگاه کمبریج                 | ۲       | ۳       | ۲       | ۳       | ۴       | ۵    | ۶    | ۷    |
| کالج دانشگاهی لندن             | ۴       | ۴       | ۵       | ۷       | ۷       | ۷    | ۱۰   | ۸    |
| امپریال کالج لندن              | ۶       | ۵       | ۲       | ۸       | ۹       | ۸    | ۸    | ۹    |
| دانشگاه شیکاگو                 | ۸       | ۹       | ۱۱      | ۱۰      | ۱۰      | ۹    | ۹    | ۱۰   |
| دانشگاه صنعتی نانیانگ          | ۴۷      | ۴۱      | ۳۹      | ۱۳      | ۱۳      | ۱۱   | ۱۲   | ۱۱   |
| دانشگاه ملی سنگاپور            | ۲۵      | ۲۴      | ۲۲      | ۱۲      | ۱۲      | ۱۵   | ۱۱   | ۱۱   |
| دانشگاه پرینستون               | ۹       | ۱۰      | ۹       | ۱۱      | ۱۱      | ۱۳   | ۱۳   | ۱۳   |
| دانشگاه کرنل                   | ۱۴      | ۱۵      | ۱۹      | ۱۷      | ۱۶      | ۱۴   | ۱۴   | ۱۴   |
| دانشگاه پنسیلوانیا             | ۱۲      | ۱۳      | ۱۳      | ۱۸      | ۱۸      | ۱۹   | ۱۹   | ۱۵   |
| دانشگاه چینهوا                 | ۴۸      | ۴۸      | ۴۷      | ۲۵      | ۲۴      | ۲۵   | ۱۷   | ۱۶   |
| دانشگاه ییل                    | ۷       | ۸       | ۱۰      | ۱۵      | ۱۵      | ۱۶   | ۱۵   | ۱۷   |
| دانشگاه کلمبیا                 | ۱۱      | ۱۴      | ۱۴      | ۲۲      | ۲۰      | ۱۸   | ۱۶   | ۱۸   |
| مؤسسه پلی‌تکنیک فدرال لوزان     | ۲۹      | ۱۹      | ۱۷      | ۱۴      | ۱۴      | ۱۲   | ۲۲   | ۱۸   |
| دانشگاه ادینبرو                | ۲۱      | ۱۷      | ۱۷      | ۲۱      | ۱۹      | ۲۳   | ۱۸   | ۲۰   |
| دانشگاه میشیگان                | ۱۷      | ۲۲      | ۲۳      | ۳۰      | ۲۳      | ۲۱   | ۲۰   | ۲۱   |
| دانشگاه پکینگ                  | ۴۴      | ۴۶      | ۵۷      | ۴۱      | ۳۹      | ۳۸   | ۳۰   | ۲۲   |
| دانشگاه توکیو                  | ۳۰      | ۳۲      | ۳۱      | ۳۹      | ۳۴      | ۲۸   | ۲۳   | ۲۲   |
| دانشگاه جانز هاپکینز           | ۱۶      | ۱۶      | ۱۴      | ۱۶      | ۱۷      | ۱۷   | ۲۱   | ۲۴   |
| دانشگاه دوک                    | ۲۰      | ۲۳      | ۲۵      | ۲۹      | ۲۴      | ۲۱   | ۲۶   | ۲۵   |
| دانشگاه هنگ کنگ                | ۲۳      | ۲۶      | ۲۸      | ۳۰      | ۲۷      | ۲۶   | ۲۵   | ۲۵   |
| دانشگاه منچستر                 | ۳۲      | ۳۳      | ۳۰      | ۳۳      | ۲۹      | ۳۴   | ۲۹   | ۲۷   |
| دانشگاه کالیفرنیا، برکلی       | ۲۲      | ۲۵      | ۲۷      | ۲۶      | ۲۸      | ۲۷   | ۲۷   | ۲۸   |
| دانشگاه ملی استرالیا           | ۲۴      | ۲۷      | ۲۵      | ۱۹      | ۲۲      | ۲۰   | ۲۴   | ۲۹   |
| دانشگاه تورنتو                 | ۱۹      | ۱۷      | ۲۰      | ۳۴      | ۳۲      | ۳۱   | ۲۸   | ۲۹   |
| دانشگاه نورت‌وسترن              | ۲۷      | ۲۹      | ۳۴      | ۳۲      | ۲۶      | ۲۸   | ۳۴   | ۳۱   |
| دانشگاه علوم و فناوری هنگ کنگ  | ۳۳      | ۳۴      | ۴۰      | ۲۸      | ۳۶      | ۳۰   | ۳۷   | ۳۲   |
| دانشگاه کینگز لندن             | ۲۶      | ۱۹      | ۱۶      | ۱۹      | ۲۱      | ۲۳   | ۳۱   | ۳۳   |
| دانشگاه کیوتو                  | ۳۵      | ۳۵      | ۳۶      | ۳۸      | ۳۷      | ۳۶   | ۳۵   | ۳۳   |
| دانشگاه مک‌گیل                  | ۱۸      | ۲۱      | ۲۱      | ۲۴      | ۳۰      | ۳۲   | ۳۳   | ۳۵   |
| دانشگاه کالیفرنیا، لس آنجلس    | ۳۱      | ۴۰      | ۳۷      | ۲۷      | ۳۱      | ۳۳   | ۳۲   | ۳۵   |
| دانشگاه ملی سئول               | ۳۷      | ۳۵      | ۳۱      | ۳۶      | ۳۵      | ۳۶   | ۳۶   | ۳۷   |
| دانشگاه ملبورن                 | ۳۶      | ۳۱      | ۳۳      | ۴۲      | ۴۲      | ۴۱   | ۳۹   | ۳۸   |
| دانشگاه نیویورک                | ۴۳      | ۴۴      | ۴۱      | ۵۳      | ۴۶      | ۵۲   | ۴۳   | ۳۹   |
| دانشگاه فودان                  | ۹۰      | ۸۸      | ۷۱      | ۵۱      | ۴۳      | ۴۰   | ۴۴   | ۴۰   |
| مؤسسه علم و فناوری پیشرفته کره | ۶۳      | ۶۰      | ۵۱      | ۴۳      | ۴۶      | ۴۱   | ۴۰   | ۴۱   |
| دانشگاه سیدنی                  | ۳۹      | ۳۸      | ۳۷      | ۴۵      | ۴۶      | ۵۰   | ۴۲   | ۴۲   |
| دانشگاه نیو ساوت ولز           | ۵۲      | ۵۲      | ۴۸      | ۴۶      | ۴۹      | ۴۵   | ۴۵   | ۴۳   |
| مدرسه اقتصاد لندن              | ۶۹      | ۶۸      | ۷۱      | ۳۵      | ۳۷      | ۳۵   | ۳۸   | ۴۴   |
| دانشگاه کالیفرنیا، سن دیگو     | ۷۰      | ۶۳      | ۵۹      | ۴۴      | ۴۰      | ۳۸   | ۴۱   | ۴۵   |
| دانشگاه چینی هنگ کنگ           | ۴۰      | ۳۹      | ۴۶      | ۵۱      | ۴۴      | ۴۶   | ۴۹   | ۴۶   |
| دانشگاه کوئینزلند              | ۴۶      | ۴۳      | ۴۳      | ۴۶      | ۵۱      | ۴۷   | ۴۸   | ۴۷   |
| دانشگاه کارنگی ملون            | ۴۹      | ۵۷      | ۶۵      | ۶۲      | ۵۸      | ۴۷   | ۴۶   | ۴۸   |
| دانشگاه بریستول                | ۲۸      | ۳۰      | ۲۹      | ۳۷      | ۴۱      | ۴۴   | ۵۱   | ۴۹   |
| دانشگاه فناوری دلفت            | ۱۰۳     | ۹۵      | ۸۶      | ۶۴      | ۶۲      | ۵۴   | ۵۲   | ۵۰   |